# Onocephala tepahi
Onocephala tepahi là một loài bọ cánh cứng trong họ Cerambycidae.